# Aérton Perlingeiro
Aérton Perlingeiro (Miracema, 28 de dezembro de 1921 — Rio de Janeiro, 31 de outubro de 1992) foi um apresentador brasileiro de rádio e televisão.
Filho de Antero Perlingeiro e Jandira Belizario Perlingeiro, começou a carreira na Rádio Transmissora, em 1943. Na televisão, apresentou entre 1952 a 1980 o Programa Aérton Perlingeiro, nas tardes de sábado, na Rede Tupi.
Era pai do também apresentador Jorge Perlingeiro.